# Magiczny pierścionek
Magiczny pierścionek (ang. Ratz) – amerykańsko-kanadyjska film komedia fantasy w reżyserii Thoma Eberhardta. W Polsce jego premiera miała miejsce na Hallmark Channel.

## Opis fabuły
Dwie nastolatki, Marci (Vanessa Lengies) i Summer (Caroline Elliott), od lat marzą, by na dorocznej dyskotece z okazji święta wiosny mieć takie powodzenie jak ich koleżanka, Jennifer (Chelan Simmons). Gdy wydaje się, że kolejny raz będą podpierać ściany, z zazdrością obserwując tańczącą rywalkę, zdarza się cud. Ich przyjaciółka Doris (Kathy Baker) przypadkowo stała się właścicielką czarodziejskiego pierścionka.

## Nagrody
Film w 2001 r. był dwukrotnie nominowany do Young Artist Awards oraz, także w 2001 r., dwukrotnie nominowany do Daytime Emmy Award (rodzaj nagród Emmy), z czego raz wygrał.